# 愛晩亭
愛晩亭（あいばんてい）は、中華人民共和国湖南省長沙市岳麓区にある亭。
酔翁亭・陶然亭・湖心亭と共に、江南四大名亭の1つとされる。清の乾隆五十七年（1792年）、当時の岳麓書院の院長であった羅典によって建立された。日中戦争で破壊されたため、現在の建物は1952年の再建である。